# Lucien Couqueberg
Lucien Couqueberg, né le 23 mars 1926 à Lure et mort le 25 septembre 2019 à Bavilliers, est un médecin et homme politique français.

## Biographie
En 2000, il est fait officier de la Légion d'honneur.

## Détail des fonctions et des mandats
Mandat local
- 1979 - 1985 : Conseiller général du canton de Belfort-Centre

Mandat parlementaire
- 24 juillet 1981 - 1er avril 1986 : Député de la 1re circonscription du Territoire de Belfort en remplacement de Jean-Pierre Chevènement nommé membre du gouvernement.